# Banner (Illinois)
Banner è un villaggio degli Stati Uniti d'America, situato nello Stato dell'Illinois e in particolare nella contea di Fulton.